# Dolores Paterno
Dolores Paterno y Ignacio (10 de marzo de 1854 – 3 de julio de 1881) fue una compositora filipina conocida por su canción "La Flor de Manila" (también conocida como "Sampaguita").

## Biografía
Dolores Paterno y Ignacio (anglicanizado como Dolores Ignacio Paterno o Dolores Paterno-Ignacio) nació el 10 de marzo de 1854 en Santa Cruz, Manila, Capitanía General de Filipinas. Siendo hija de Máximo Molo Agustín Paterno y Carmina de Vera Ignacio.
Dolores Paterno provenía de una familia de clase alta que tenía rasgos mestizo de sangley interrelacionadas por Paterno, Molo, y Agustín. Fue hermana del Dr. Pedro Alejandro Paterno, un político, poeta, y novelista filipino. Sus hermanas y hermanastras, Águeda, Jacoba, Paz, Concepcion, y Adelaida, fueron célebres pintoras y joyeras cuyas obras fueron exhibidas en la Exposición Regional de Filipinas en Manila en 1895 y en la Exposición Universal de San Luis en 1904. Paterno también estuvo relacionada con los hermanos Asuncion, principalmente con Justiniano Asuncion quién pintó su retrato en 1870.
Con sus inclinaciones musicales a la edad temprana, sus padres decidieron mandar a Paterno al Colegio Santa Isabel, Manila, una escuela católica que estaba dirigida por las Hijas de la Caridad. Durante gran parte de su tiempo, decidió tocar él piano. En 1879, a los 25 años compusó la canción, "La Flor de Manila" ('The Flower of Manila'), inspirada en la flor sampaguita. la letra fue escrita por su hermano Pedro Paterno, quién se basó en un poema que estaba escrito por su madre.
Murió a los 27 años el 3 de julio de 1881.

## La Flor de Manila
"La Flor de Manila" es de género Habanera (también conocida como Contradanza or Danza). La canción se volvió popular a finales del siglo XIX y durante el período inicial de la Mancomunidad Filipina. Desde entonces la canción se ha considerado un clásico romántico en la industria musical en Filipinas. La letra de la canción fue traducida del español al Tagalo por el músico filipino Levi Celerio. La canción fue arreglada por Rosendo E. Santos, Jr., haciendo que fuera incluida en el repertorio del Harvard Glee Club, durante una gira por Filipinas en 1961. Siendo cantanda por los estudiantes graduados del Centro Escolar Universitario, su Interludio Anual Sampaguita fue usado como número de cierre.

### Letra original
| La Flor de Manila (versión en español) | |
| --- | --- |
| I Sampaguita gentil que halagas con tu aroma mi filipina, sampaguita flor peregrina ¡ay!, que en tus trenzas bordando estás. Tú que en breve collar prendida dulce besas su ardiente seno, quien pudiera de amor lleno, flor venturosa tú, y cual tú y gozar. Dichosa tú que al perfumar el viento tu aroma y su aliento confúndense al par. Dichosa tú que en lánguido embeleso darle ha acostumbrado un beso, su boca inquieta llena de afán. Flor de las flores, tesoro hermoso de hondos amores. ¡Ay quien pudiera, flor pura, por verte así, así cual tú y gozar! | [ De Manila flor hechicera,de ella encanto y envidia mía, sampaguita feliz que un día ay!, prenda fuiste de mi pasión. Si de dicha y pasión tus hojas marchitarse en su seno visten, juzga cuanto mi pecho triste de celos viéndote, ay!, sufrió.] Ay ve a calmar a este pecho que se agita, feliz sampaguita, más feliz que yo. Ve a acariciar con tu halago su cabello, corre a ceñir su cuello mientras de gloria muero de amor. Flor peregrina que adora tanto la filipina, ay quien pudiera, flor pura, por verte así, así cual tú y morir. |

### Versiones traducidas
| Sampaguita (versión en talago interpretada por Levi Celerio) | The Flower of Manila (versión en inglés) |
| --- | --- |
| Sampaguita ng aming lipi, bulaklak na sakdal ng yumi Ikaw ang mutyang pinili Na sagisag ng aming lahi, At ang kulay mong binusilak Ay diwa ng aming pangarap, Ang iyong bango't halimuyak Sa tuwina'y aming nilalanghap. O bulaklak, na nagbibigay ligaya, O! paraluman, mutyang Sampaguita, Larawang mistula ng mga dalaga; Ikaw ang tanging bituin Hiraman ng kanilang ganda. Ang iyong talulot Ang siyang tunay na sagisag Ng sa dalagang puso'y wagas, Kayumian at pagkamatapat. | Lovely bloom of the Sampaguita By my Philippine maid beloved, Not a flow'r in the world is sweeter As you circle her lovely brow! In the daintiest collar clinging, With one bud like a pendant swinging, Round the neck of the gentle and beautiful one, How happy and fortunate now! Beautiful flow'r Enchantment of fair Manila With happiness fill her, O bright Sampaguita Beautiful flow'r O rest on her hair so lightly! Softly caressing, touch her with blessing Dear Sampaguita flow'r Green of the Garden! Beloved symbol of my dear maiden, Pure Sampaguita, Entreat her to smile again My flow'r of flow'rs |